# Лінійна регресія

Приклад простої лінійної регресії з однією незалежною змінною

У статистиці лінійна регресія — це метод моделювання залежності між скалярною змінною y та векторною (у загальному випадку) змінною X. У разі, якщо змінна X також є скаляром, регресію називають простою.
При використанні лінійної регресії взаємозв'язок між даними моделюється за допомогою лінійних функцій, а невідомі параметри моделі оцінюються за вхідними даними. Подібно до інших методів регресійного аналізу лінійна регресія повертає розподіл умовної імовірності y в залежності від X, а не розподіл спільної імовірності y та X, що стосується області мультиваріативного аналізу.
При розрахунках параметрів моделі лінійної регресії зазвичай застосовується метод найменших квадратів (МНК), але також можуть бути використані інші методи. Але метод найменших квадратів може бути використаний і для нелінійних моделей, тому МНК та лінійна регресія, хоч і є тісно пов'язаними, але не є синонімами.

## Означення
Загальна лінійна регресійна модель має вигляд:
{\displaystyle y=\beta _{0}+\beta _{1}x_{1}+\ldots +\beta _{K}x_{K}+u,}
де {\displaystyle y\,} — залежна пояснювана змінна, {\displaystyle (x_{1},x_{2},\ldots ,x_{K})} — незалежні пояснювальні змінні, {\displaystyle u\,} — випадкова похибка, розподіл якої в загальному випадку залежить від незалежних змінних, але математичне сподівання якої дорівнює нулеві.
Згідно з цією моделлю, математичне сподівання залежної змінної є лінійною функцією незалежних змінних:
{\displaystyle \mathbb {E} (y)=\beta _{0}+\beta _{1}x_{1}+\ldots +\beta _{K}x_{K}+u.}
Вектор параметрів {\displaystyle (\beta _{0},\beta _{1},\ldots ,\beta _{K})} є невідомим і задача лінійної регресії полягає у пошуку цих параметрів на основі деяких експериментальних значень {\displaystyle y\,} і {\displaystyle (x_{1},x_{2},\ldots ,x_{K}).} Тобто для деяких n експериментів мають бути відомими значення {\displaystyle \{x_{i1},\ldots ,x_{iK}\}_{i=1}^{n}} незалежних змінних і відповідні їм значення {\displaystyle y_{i}}залежної змінної.
Згідно з означенням моделі для кожного експериментального випадку залежність між змінними визначається формулою
{\displaystyle y_{i}=\beta _{0}+\beta _{1}x_{1,i}+\ldots +\beta _{K}x_{K,i}+u_{i},}
або, у матричних позначеннях, {\displaystyle y=X\beta +u,\,}
де:
{\displaystyle y={\begin{pmatrix}y_{1}\\y_{2}\\\vdots \\y_{n}\end{pmatrix}},\quad X={\begin{pmatrix}x'_{1}\\x'_{2}\\\vdots \\x'_{n}\end{pmatrix}}={\begin{pmatrix}1&x_{11}&\cdots &x_{1K}\\1&x_{21}&\cdots &x_{2K}\\\vdots &\vdots &\ddots &\vdots \\1&x_{n1}&\cdots &x_{nK}\end{pmatrix}},\quad \beta ={\begin{pmatrix}\beta _{0}\\\beta _{1}\\\vdots \\\beta _{K}\end{pmatrix}},\quad u={\begin{pmatrix}u_{1}\\u_{2}\\\vdots \\u_{n}\end{pmatrix}}.}
На основі цих даних потрібно оцінити значення параметрів {\displaystyle (\beta _{0},\beta _{1},\ldots ,\beta _{K}),} а також розподіл випадкової величини {\displaystyle u\,.} Зважаючи на характеристики досліджуваних змінних, можуть додаватися різні додаткові специфікації моделі і застосовуватися різні методи оцінки параметрів. Серед найпоширеніших специфікацій лінійних моделей є класична модель лінійної регресії і узагальнена модель лінійної регресії.

### Класична модель лінійної регресії
Згідно з класичною моделлю додатково вводяться такі вимоги щодо специфікації моделі і відомих експериментальних даних:
- {\displaystyle \forall i\neq j\quad \mathbb {E} (u_{i}u_{j}|x_{i})=0} (відсутність кореляції залишків)
- {\displaystyle \forall i\quad \mathbb {E} (u_{i}^{2}|x_{i})=\sigma ^{2}} (гомоскедастичність)

попередні дві властивості можна також записати в матричних позначеннях {\displaystyle \mathbb {V} (u|X)=\sigma ^{2}I_{n},} де {\displaystyle I_{n}} — одинична матриця розмірності n.
- Ранг матриці X дорівнює K+1.
- Усі елементи матриці X є невипадковими.

Часто додається також умова нормальності випадкових відхилень, яка дозволяє провести значно ширший аналіз оцінок параметрів та їх значимості, хоча і не є обов'язковою для можливості використання наприклад методу найменших квадратів:
- {\displaystyle u_{i}|x_{i}\sim {\mathcal {N}}(0,\sigma ^{2}).}

Для асимптотичних властивостей оцінок додатково вимагається виконання деяких додаткових умов на матрицю X коли її розмірність прямує до безмежності. Однією з таких умов може бути існування границі при прямуванні розмірності до нескінченності:
- {\displaystyle \lim _{n\to \infty }\lambda _{-}(X'X)=\infty ,} де {\displaystyle \lambda _{-}} позначає найменше власне значення матриці.

### Узагальнена модель лінійної регресії
Умови гомоскедастичності та відсутності кореляції між випадковими залишками у моделі не часто виконуються на практиці. Якщо замість цих двох умов у визначенні моделі взяти загальнішу умову {\displaystyle \mathbb {V} (u|X)=\sigma ^{2}W,} де {\displaystyle W\,} — відома додатноозначена матриця, то одержана модель називається узагальненою моделлю лінійної регресії.
Оскільки для кожної додатноозначеної матриці {\displaystyle W\,} існує матриця {\displaystyle N\,,} така що {\displaystyle W^{-1}=NN,} то модель
{\displaystyle Ny=NX\beta +Nu,\,}
вже буде класичною моделлю лінійної регресії.

## Методи оцінювання
Залежно від об'єктів, що досліджуються за допомогою лінійної регресії, та конкретних цілей дослідження можуть використовуватися різні методи оцінки невідомих параметрів.
Найпопулярнішим є звичайний метод найменших квадратів. Він приймає за оцінку параметра значення, що мінімізують суму квадратів залишків по всіх спостереженнях:
{\displaystyle {\hat {\beta }}={\underset {\beta }{\operatorname {arg\,min} }}\,\sum _{i=1}^{n}\left|y_{i}-\beta _{0}-\sum _{j=1}^{K}X_{ij}\beta _{j}\right|^{2}={\underset {\beta }{\operatorname {arg\,min} }}\,{\big \|}y-X\beta {\big \|}^{2}.}
Метод найменших квадратів можна застосувати у будь-яких задачах, в яких ранг матриці {\displaystyle X} рівний кількості її стовпців. Також цей метод дає простий аналітичний вираз для оцінки параметрів:
{\displaystyle {\hat {\beta }}=(X'X)^{-1}X'y.}
У випадку класичної моделі лінійної регресії оцінка методу найменших квадратів є незміщеною, змістовною і найкращою лінійною незміщеною оцінкою (детальніше про ці статистичні властивості у статті метод найменших квадратів).
У випадку коли деякі з умов класичної лінійної регресії не виконуються метод найменших квадратів може не бути оптимальним. Так для узагальненої моделі лінійної регресії де {\displaystyle \mathbb {V} (u|X)=\sigma ^{2}W,} найкращою лінійною незміщеною оцінкою є оцінка, що одержується так званим узагальненим методом найменших квадратів:
{\displaystyle {\hat {\beta }}=(X^{T}W^{-1}X)^{-1}X^{T}W^{-1}y.}
Узагальнений метод найменших квадратів теж одержується мінімізацією деякої норми вектора відхилень:
{\displaystyle {\hat {\beta }}={\underset {\beta }{\operatorname {arg\,min} }}(y-X\beta )^{T}W^{-1}(y-X\beta ).}
Серед інших методів оцінювання:
- Метод найменших модулів, що знаходить мінімум суми не квадратів відхилень, а їх абсолютних значень:

{\displaystyle {\hat {\beta }}={\underset {\beta }{\operatorname {arg\,min} }}\,\sum _{i=1}^{n}\left|y_{i}-\beta _{0}-\sum _{j=1}^{K}X_{ij}\beta _{j}\right|.}
Цей метод є найкращим в сенсі максимальної правдоподібності у випадку коли відхилення мають розподіл Лапласа. Метод найменших модулів є значно менш чутливим до викидів значень, ніж метод найменших квадратів, проте може мати більш ніж один розв'язок і не має простої формули визначення оцінки.
- Метод максимальної правдоподібності. Використовується коли відомі всі розподіли відхилень для всіх спостережень. При класичній і узагальненій моделях лінійної регресії з умовою нормальності відхилень приводить до того ж результату, що і метод найменших квадратів і узагальнений метод найменших квадратів відповідно.
- Ортогональна регресія. Застосовується у випадках коли в значення пояснюючих змінних теж можуть містити випадкові складові і при оцінці враховуються можливі відхилення по всіх змінних.